# Provincia Foggia
Foggia este o provincie în regiunea Puglia în Italia.